# Nawaf Al-Temyat
Nawaf Al-Temyat (arab. نواف التمياط; ur. 28 czerwca 1976) – saudyjski piłkarz występujący na pozycji pomocnika w Al-Hilal. Mierzy 176 cm wzrostu. W reprezentacji narodowej rozegrał 58 meczów i strzelił przy tym 13 goli.
W 2000 r. został wybrany Azjatyckim Piłkarzem Roku Arabskim Piłkarzem Roku i Saudyjskim Piłkarzem Roku.
Al-Temyat był w składzie Arabii Saudyjskiej na mundialu w 1998 r., 2002 r. i 2006 r.